# Helophorus
Рід Helophorus Fabricius, 1775 є єдиним родом в монотипній родині Helophoridae Leach, 1815. Рід має голарктичне розповсюдження, але найбільша різноманітність спостерігається в Палеарктиці. В світовій фауні, за даними останнього узагальнення, налічується 192 види з 10 підродів (деякі авторитетні автори схиляються до поділу роду на 11 підродів). В Палеарктиці — 165 видів, в Європі — 95. Для України приводилися 25 видів, але ці дані мають бути відкориговані.
Наявність тих або інших видів роду Helophorus у водоймі або водотоці вказує на його гідротермічний режим і ступінь забруднення. Тому ці види відіграють важливу індикаторну роль. Але широке використання в біоіндикації обмежено через важкість у визначенні. Види надто схожі між собою, а діагностичні ознаки нелегко розпізнаються, і часто бувають мінливими. Провідним фахівцем у вивченні родини Helophoridae є британський дослідник Роберт Ангус (R. B. Angus), і основні методики досліджень та ревізії наведені в його численних роботах.

## Філогенетичне походження
Утворення родини Helophoridae може датуватися пізньою юрою (близько 150 млн. років), а існуючі клади Helophorus — ранньою крейдою (близько 136 млн. років). Helophoridae формують монофілетичну лінію разом із Georissidae та Epimetopidae. В складі родини виділяють три основні клади: Lihelophorus, Rhopalohelophorus та клад дрібних підродів. Підроди Gephelophorus, Trichohelophorus і Transithelophorus визнані парафілетичними або поліфілетичними. Базальні групи Helophorus і передбачувані базальні вимерлі лінії ліній Helophoridae є водними у дорослому віці. Існує гіпотеза про єдине походження трихоботрій і вентрального гідрофобного опушення у спільного предка Hydrophiloidea/

## Морфологічні ознаки[3]

### Імаго
Види від малих до досить великих (близько 2—8,5 мм). Тіло подовжене, досить слабо або помірно опукле, бічна лінія зазвичай чітко переривається між передньоспинкою і надкрилами; передньоспинка в нормі найширша перед серединою і чітко звужена ззаду, не утворює полички, що приховує не сильно відхилену голову. Голова й передньоспинка часто з металевим зеленим або мідяно-червоним блиском, борозни можуть мати золотисте забарвлення. Надкрила від світлих з чорними точками, що утворюють ряди, — до плямистих і затемнених темно-брунатних.

#### Голова
Голова (як і передньоспинка) з більш-менш чітко вираженою грануляцією; гранули кожна з маленькою щетинчастою порою. Голова не різко звужена перед очима, сильно і дуже різко звужена за очима. Кліпеус помірно опуклий, утворює поличку над основами антени, передній край його зрізаний, передні кути тупокутасті. Лобно-склеповий шов бороздчастий (має назву Y-подібної борозенки), доходить до бічних країв голови трохи попереду очей, продовжується ззаду в серединну борозну (ствол). Лоб і кліпеус без точкових рядів. Очі помірно великі, відстань між ними в 3,5 разів більша за ширину одногоока, не вирізані спереду, відмежовані від скронь міцним валиком. Верхня губа оголена, не втягнута під наличник найширша в основі, сильно звужена к переду, її передній край округлий, бічні краї облямовані шипами. Мандибули добре розвинені і добре склеротизовані, бічний і передній краї утворюють тупий кут, внутрішня грань без рухомого членистого придатка (але з тонким зубцем), верхівка просто загострена. Галеа максилл сплощена, коротка, верхівкова частина з численними щетинками, які вигнуті на вершині та розташовані в окремі ряди. Верхньощелепні щупики в довжину складають половину ширини голови, 2-й сегмент не роздутий. Ментум трохи ширший за довжину, майже плоский, дещо звужений к переду, виступає вперед-медіально, не прикриває губних щупиків, збоку не обрамлений щетинками. Губний щупик має довжину як ментум; верхівковий сегмент асиметричний, з більш прямою внутрішньою стороною, досить великий, помітно товщий, ніж попередні сегменти, обрамлений довгими щетинками на внутрішній і зовнішній стороні, без шипів. Параглосси короткі. Гула утворює поперечний трикутник ззаду, гуларні шви щільно агреговані та субпаралельні приблизно в передній половині. Голова вентрально без короткого виступу, що піднімається від задньосереднього кута ока. Вусики 8- або 9-членикові, довжиною майже не менше ніж 2/3 за ширину голови; скапус досить короткий; педіцел голий, не товще від скапуса, конічний, звужений до вершини; чашечка гола, добре диференційована; булава 3-членикова, більш ніж у 2 рази довша за ширину, від досить рихлої до досить компактної, з густим гідрофобним опушенням.

#### Передньогруди
Передньоспинка зазвичай досить рівномірно опукла, іноді більш опукла медіально і розкривається латерально; без точкових рядів; гребінь під (вільно відкритим) заднім краєм складає 4/5 ширини передньоспинки на задньому краї, латерально перетворених в тупі зубці. з Дорсально передньоспинка несе сім борозн: непарну серединну і парні присерединні, передкрайові та крайові. Між борознами знаходяться проміжки, які мають назви внутрішніх, середніх та зовнішніх. Вентрально сторін передньоспинки видна блискуча надплевральна ділянка або епіплевр переднеспинки, відокремлений від плеври нотоплевральними швами. Передньогруди добре розвинені; передньоспинальний відросток загострений, помірної довжини; прококсальні порожнини відкриваються ззаду. Щілина, що піднімається від передньобокового кута прококсальної западини, майже не помітна. Передня частина без вусикових борозенок; гіпомерон з глибокими і різко вираженими вусиковими борозенками спереду; бічна (гола) частина гіпомерона відмежована від решти (опушеної) частини більш-менш гострим ребром.

#### Середньо- і задньогруди
Щиток невеликий, майже круглий, за винятком усіченого переднього краю. Мезостернум не зрощений з мезепістерною, сильно звужений спереду, дуже вузько доходить до переднього середньогрудного краю, слабо опуклий, без піднятого задньосереднього відростка, з трьома поздовжніми гребнями, середній гребінь посередині розділений навпіл подібним поперечним гребнем. Метастернум досить рівномірно опуклий, вузько виступає вперед між мезококсами, з густим гідрофобним опушенням, без чітко вираженої середньої частини; передньолатеральний дугоподібний гребінь відсутній; стегнові лінії відсутні. Метепістерни добре розвинені, десь в 5 разів довші ширини, субпаралельні.

#### Надкрила
Надкрила мають рисунок з 10 поздовжніх точкових смуг, розділених проміжками; крапчасто-смугасті, іноді з рідкісними точковими рядами в проміжках; без кутикулярної складки (фіксуючого фланця) на нижній частині. Тіло не опущене в западині надкрила. У деяких підродів є невелика інтеркалярна (прищиткова) смужка біля основи перших проміжків. Проміжки іноді чергуються ребристими або більш опуклими, ніж інші, лише рідко з піднятими горбками. Епіплевра добре розвинена, горизонтальна або майже така. Псевдоепіплеври (утворені за рахунок розвиненого килю на 10 проміжку) зазвичай чіткі, але іноді їх не видно знизу, лише рідко (підрід Lihelophorus) не розвинені. Відносна ширина епіплевр і псевдоепіплевр має значення для діагностики. Вони порівнюються навпроти заднього краю метастернума.

#### Задні крила
Заднє крило з найбільшою шириною трохи дистальніше m-cu петлі; радіус чіткий на деякій відстані проксимальніше r-m поперечної жилки і роздвоюється проксимально; r-m поперечна жилка, що піднімається від дистальної половини пігментованої ділянки на передньому краї крила; m чітке на деякій відстані проксимальніше r-m поперечної жилки, але тут дуже тонке; кубітальна шпора піднімається від вершини петлі m-cu, але нечітка; базальна комірка не досягає половини заднього краю крила; клиноподібна комірка досить вузько видовжена; присутня югуларна лопать, відмежована від решти крила досить глибоким вирізом на задньому краї крила.

#### Ноги
Прококси не зрощені з вертлугами. Мезококси лише злегка поперечні, дуже вузько розділені. Метакокси лише вузько розділені, злегка звужені з боків. Стегна без великогомілкової виїмки на внутрішній стороні; середні та задні гомілки голі, за винятком деяких тонких рідкісних волосків, досить тонкі; заднє стегно майже в 4 рази довше за ширину, повністю прилягає до вертлуга базально, без вільно виступаючого передньобазального кута. Гомілки досить тонкі, циліндричні; середні та задні гомілки з помірно тонкими шипами і не зубчастими на зовнішній стороні; верхівкові шпори добре розвинені, але досить тонкі; два зовнішніх ряди шипів на передніх гомілках не щільніше об’єднані, ніж інші ряди. Лапки 5-членикові; з досить короткими і жорсткими шипоподібними щетинками внизу, їх дорсальна сторона здебільшого покрита тонкими, довгими або дуже довгими плавальними волосками, але іноді натомість з короткими жорсткими щетинками, подібними до тих, що з черевного боку; 1-й членик задньої лапки маленький, значно коротший за 2-й; 5 членик трохи довший за 3 і 4 разом узяті; кігті помірного розміру, досить слабо вигнуті.; кігтеві сегменти з двощетинковим емподіумом.

#### Черевце
Черевце з 5 вентритами, з рівною поверхнею, без горбків і ямкоподібних точок, не розділених борозками; вентрити тьмяні, суцільно вкриті щільним гідрофобним опушенням; 1-й вентрит приблизно такої ж довжини, як 2-й, без киля; задній край 5-го вентриту просто округлий, гладкий або дрібнозубчастий або гребінчастий; латеростерніт 3 (прихований під надкрилами) без ребристої ділянки (стридуляційного органу).
Самець з досить простим, симетричним едеагусом. Ступінь виступання едеагуса за верхівки парамерів і розбіжність парамерів мінливі. У випадку порівняння відносної довжини трубки та апофіз, трубка вимірюється від її вершини до основи безпосередньо біля початку серединної базальної шпори. Шпора не входить до вимірювання. Довжина апофізи береться від базисної точки вимірювання трубки до лінії, що з’єднує кінці апофіз.

### Личинки[4]
Личинки Helophorus чітко розпізнаються за їх повністю розвиненим дев’ятим сегментом черевця, який містить трисегментовані урогомфи, і характерним лабро-кліпеальним контуром із серединною носовою частиною, фланкованою з обох боків виступом із п’ятьма спеціалізованими щетинками. У більшості личинок Hydrophilid дев'ятий черевний сегмент втягнутий у восьмий, так що дихальця восьмого сегмента відкриваються в камеру, стигматичний атріум, який може бути закритий, коли личинки знаходяться під водою. Личинки Helophorus не є водними, але ті, що належать до видів з водними дорослими особинами, живуть у мулі біля краю води, тоді як личинки Empleurus живуть на різних рослинах. Стигматичний атріум не розвинений у личинок Helophoridae, Georyssidae і Epimetopidae.

#### Морфологія[3]
Галея у вигляді невеликого щетинчастого придатка; лацинії відсутні; носова частина симетрична; епістомальні частки добре розвинені, симетричні; 1-й членик вусика довший за 2-й; очі добре розділені; гулярні шви зливаються; ноги добре розвинені; урогомфи дуже довгі, 3-членикові; сегменти черевця досить м'які, кожен з невеликими склеритами, без бічних виростів; 8-й сегмент без тергального щитка, не прикриває 9-го; стигматичне передсердя відсутнє. Урогомфі важливі для відділення личинкових стадій. У личинок першої стадії базальні сегменти дуже короткі, перший сегмент має лише дві щетинки, одну дорсальну й одну вентральну, а кінцева щетинка приблизно такої ж довжини, як і решта урогомфа. У личинок другої та третьої стадії базальні сегменти довші, і в усіх досліджених мною видів другий сегмент має дві вентральні щетинки, хоча у H. alternans друга вентральна щетинка дуже коротка і може бути відламана, залишаючи затемнену ямку. в кутикулі.

## Життєвий цикл[4]
Серед видів роду Helophorus встановлені дві основні групи: ті, у яких гонади дозрівають принаймні через чотири місяці після виходу з ляльки (такі як H. grandis, H. aquaticus, H. flavipes, H. obscurus і H. strigifrons), і ті, що здатні до розмноження вже через два тижні (H. fulgidicollis, H. griseus і H. longitarsis). Можливо, це можна пояснити нетривалим терміном існування тимчасових водойм, до яких приурочені види другої групи.
Шовкові яєчні кокони є адаптацією до водного середовища, тому цікаво побачити, що вони зберігаються принаймні в одному з наземних видів Empleurus. Усі, крім H. laticollis, розміщують кокони в мулі або іноді серед рослинності біля краю води (це також ймовірно для H. nubilus}. H. laticollis розміщує свої кокони серед рослинності на мілководді).
Яєчні кокони складаються з шовкового мішка, що містить яйця, увінчаного щоглою, форма якої значно варіюється. Можна розпізнати три основні типи щогл, які відображують пристосування до життя у водоймах з різним режимом:
1. Трубчасті щогли, або довгі з невеликими апікальними отворами, як у H. longitarsis і меншою мірою у H. griseus, або щогли змінної довжини, з передньою губою нижчою за задню, як у H. fulgidicollis, H. dorsalis, H. orientalis. Кокони з більш довгими трубками і кінцевими отворами, часто заглиблені до верхівки трубки, тоді як в інших часто вся трубка виступає назовні, і в обох личинки виходять до центру трубки.
2. Листоподібні щогли, гомологічні задній частині трубки в першій групі. Вони відрізняються за формою і утворюються H. sibiricus, H. aquaticus, H. grandis, H. strigifrons, H. illustris, H. nanus, H. arvernicus, H. brevipalpis, H. granularis і, ймовірно, H. nubilus. Щогли коконів H. sibiricus, H. aquaticus і H. grandis являють собою плоскі шовкові пластини, тоді як кокони H. strigifrons і H. illustris зазвичай увігнуті і часто мають тонкі пасма шовку? прядуться спереду.
3. Довгі щогли, схожі на стрічку, прядуться H. flavipes, H. obscurus і H. minutus. Ці стрічкоподібні щогли гомологічні листям попередньої групи, і личинки виходять через сплощену ділянку біля основи щогли.
При температурі приблизно 20º C личинки вилуплюються приблизно через тиждень.
Личинки першої стадії Helophorus дуже легко розпізнати за їхніми урогомфами (таблиця III, рис. 17), але здебільшого їх дуже важко, якщо не неможливо, ідентифікувати до виду.
Личинки другої стадії Helophorus подібні до личинок третьої стадії, за винятком того, що придатки, особливо урогомфи та вусики, менш подовжені.
Лялькування відбувається в ґрунті.

## Спосіб життя
Водні види Helophorus мешкають на краях басейнів і струмків; дорослі є детритофагами (харчуються травою, що розкладається) або фітофагами (харчуються нитчастими водоростями, якщо вони доступні).
Личинки водних видів хижі. В роді Empleurus личинкт рослинноїдні, мешкають поза водоймами.

## Поширення
Рід має голарктичне поширення, але неарктичні види (без голарктичних) складають не більше 15% від загальної кількості. Найбільше різноманіття зберігається в межах Палеарктики, де зустрічаються представники всіх 11 підродів; в Неарктиці — три підроди.

## Класифікація[2]

### Родина Helophoridae Leach, 1815

#### РідHelophorusFabricius, 1775 (165 видів)
Список містить тільки види, які поширені в Палеарктиці. Види, знайдені на території України, помічені *.

##### ПідрідOrphelophorusd'Orchymont, 1927 (3 види)
Типовий вид: Helophorus wandereri d'Orchymont, 1927 (= Helophorus obscurellus Poppius, 1907)
- arcticus Brown, 1937
- obscurellus Poppius, 1907
- turca İncekara, 2008

##### ПідрідTransithelophorusAngus, 1970 (3 види)
Типовий вид: Helophorus crinitus Ganglbauer, 1901
- beibienkoi Angus, 1984
- crinitus Ganglbauer, 1901
- terminassianae Angus, 1984

##### ПідрідEmpleurusHope, 1838 (7 видів)
Типовий вид: Elophorus nubilus Fabricius, 1777
- hirsutiventris Angus, 1984
- hispanicus Sharp, 1915
- nubilus Fabricius, 1777*
- peyerimhoffi d'Orchymont, 1926
- porculus Bedel, 1881
- rufipes Bosc, 1791
- schmidti A. Villa & G. B. Villa, 1838

##### ПідрідKyphohelophorusKuwert, 1886 (1 вид)
Типовий вид: Elophorus tuberculatus Gyllenhal, 1808
- tuberculatus Gyllenhal, 1808*

##### ПідрідEutrichelophorusSharp, 1915 (2 види)
Типовий вид: Elophorus micans Faldermann, 1835
- micans Faldermann, 1835*
- oxygonus Bedel, 1881

##### ПідрідTrichohelophorusKuwert, 1886 (1 вид)
Типовий вид: Elophorus alternans Gene, 1836
- alternans Gene, 1836:

##### ПідрідGephelophorusSharp, 1915 (2 види)
Типовий вид: Helophorus auriculatus Sharp, 1884
- auriculatus Sharp, 1884
- sibiricus Motschulsky, 1860

##### ПідрідHelophorusFabricius, 1775 (21 вид)
Типовий вид: Silpha aquatica Linnaeus, 1758
- aequalis Thomson, 1868*
- aquaticus Linnaeus, 1758*
- bergrothi J. Sahlberg, 1880
- dracomontanus Angus, 2017
- grandis Illiger, 1798*
- hammondi Angus, 1970
- jaechi Angus, 1995
- khnzoriani Angus, 1970
- kozlovi Zaitzev, 1908
- liguricus Angus, 1970*
- manchuricus Sharp, 1915
- maritimus Rey, 1885
- milleri Kuwert, 1886
- niger J. Sahlberg, 1880
- occidentalis Angus, 1983
- oscillator Sharp, 1915
- robustus Angus, Litovkin & Jia
- strandi Angus, 1970
- syriacus Kuwert, 1885*
- thauma Angus & Toledo, 2010
- vereschaginae Angus, Litovkin & Jia, 2019

##### ПідрідLihelophorusZaitzev, 1908 (3 види)
Типовий вид: Helophorus lamicola Zaitzev, 1908
- lamicola Zaitzev, 1908
- ser Zaitzev, 1908
- yangae Angus, Fikacek & Jia, 2016

##### ПідрідRhopalohelophorusKuwert, 1886 (122 види).
Об'єднання підродів Rhopalohelophorus із Atractohelophorus, яке представлене в останній версії каталогу Палеарктики і наведено тут, не збігається з позицією деяких провідних дослідників. Але для з'ясування істини потрібно провести порівняльний молекулярний аналіз — чого досі ніхто не зробив.
Типовий вид: Elophorus griseus Herbst, 1793
- abeillei Guillebeau, 1896
- algiricus Motschulsky, 1860
- altaicus Ganglbauer, 1901
- altosichuanensis Angus, 2019
- angusi Hebauer, 1999
- angustatus Motschulsky, 1860
- apfelbecki Kniz, 1910
- aquila Angus, F.-L. Jia & Z.-N. Chen, 2014
- armeniacus Ganglbauer, 1901
- arvernicus Mulsant, 1846*
- asperatus Rey, 1885
- aspericollis Angus, 1973
- asturiensis Kuwert, 1885
- atlantis Angus & Aouad, 2009
- auricollis Eschscholtz, 1822
- bameuli Angus, 1987
- banghaasi Kniz, 1919
- barbarae Angus, 1985
- biltoni Angus, Mahdizadeh & Hosseinie, 2005
- brevipalpis brevipalpis Bedel, 1881*
- brevipalpis levantinus Angus, 1988
- brevitarsis Kuwert, 1890
- browni McCorkle, 1970
- calpensis Angus, 1988
- carsoni Angus, 1970
- cincticollis Guillebeau, 1893
- confrater Kuwert, 1886*
- knothyi Ganglbauer, 1901
- croaticus Kuwert, 1886
- daedalus d'Orchymont, 1932
- dalmatinus Ganglbauer, 1901
- difficilis Angus, 1988
- discrepans Rey, 1885*
- discretus d'Orchymont, 1925
- dixoni Angus, 1987
- dorsalis Marsham, 1802*
- elizabethae Angus, 1987
- erzurumicus incekara, Mart & Erman, 2005
- faustianus Sharp, 1916
- fauveli Ganglbauer, 1901
- flavipes Fabricius, 1792*
- fosteri Angus, 1985
- frater d'Orchymont, 1926
- fulgidicollis Motschulsky, 1860
- glacialis A. Villa & G.B. Villa, 1833*
- granularis Linnaeus, 1760*
- gratus Angus, 1987
- griseus Herbst, 1793*
- gurjevae Angus, 1985
- guttulus Motschulsky, 1860
- helenae Angus, 1998
- hilaris Sharp, 1916
- illustris Sharp, 1916*
- imaensis d'Orchymont, 1926
- jocoteroi Angus & Diaz Pazos, 1991
- karatavicus Angus & Litovkin, 2018
- kaszabianus Angus, 1970
- kayae Angus, 1985
- kazakhstanicus Angus, 1995
- kerimi Ganglbauer, 1901
- kervillei d'Orchymont, 1932
- kirgisicus Kniz, 1914
- korotyaevi Angus, 1985
- kryzhanovskii Angus, 1985
- laferi Angus, 1995
- lapponicus Thomson, 1853
- laticollis Thomson, 1853
- leontis Angus, 1985
- lewisi Angus, 1985
- limbatus Motschulsky, 1860
- longipennis Ganglbauer, 1901
- longitarsis Wollaston, 1864*
- maculatus Motschulsky, 1860
- matsumurai Nakane, 1963
- mervensis A.P. Semenov, 1900
- minutus Fabricius, 1775*
- mongoliensis Angus, 1970
- montanus d'Orchymont, 1926
- montenegrinus Kuwert, 1885*
- nanus Sturm, 1836*
- nevadensis Sharp, 1916
- nigricans Poppius, 1907
- nivalis Giraud, 1852
- nivicola Sainte-Claire Deville, 1926
- oblongus LeConte, 1850
- obscurus Mulsant, 1844*
- orientalis Motschulsky, 1860
- pallidipennis Mulsant & Wachanru, 1852
- pallidus Gebler, 1830
- parajacutus Angus, 1970
- paraminutus Angus, 1986*
- paramontanus Angus, 1985
- parasplendidus Angus, 1970
- pici Guillebeau, 1893
- pictus Ganglbauer, 1901
- pitcheri Angus, 1970
- ponticus Angus, 1988
- poppii Angus, 1970
- praenanus Lomnicki, 1894
- pumilio Erichson, 1837
- puncticollis Rey, 1885
- redtenbacheri Kuwert, 1885*
- richterae Angus, 1985
- rinki Angus, 1985
- salinus Angus & Litovkin, 2018
- seidlitzii Kuwert, 1885
- shatrovskyi Angus, 1985
- similis Kuwert, 1887
- singularis L. Miller, 1881
- sinoglacialis Angus, Ryndevich & Zhang, 2017
- splendidus J. Sahlberg, 1880
- strigifrons Thomson, 1868*
- subarcuatus Rey, 1885
- subcarinatus Angus, 1985
- theryi d'Orchymont, 1925
- timidus Motschulsky, 1860
- trisulcatus Guillebeau, 1896
- uvarovi Angus, 1985
- villosus Duftschmid, 1805*
- wrootae Angus, 1988
- yammounensis Angus, 1988E
- zagrosicus Angus, 1988